# Tropidophora articulata
Tropidophora articulata es una especie de molusco gasterópodo de la familia Pomatiasidae en el orden de los Mesogastropoda.

## Distribución geográfica
Es  endémica de Mauricio.   